# NGC 4412
NGC 4412 ist eine Balken-Spiralgalaxie mit aktivem Galaxienkern vom Hubble-Typ SBb im Sternbild Jungfrau an der Ekliptik. Sie ist schätzungsweise 99 Millionen Lichtjahre von der Milchstraße entfernt und hat einen Durchmesser von etwa 40.000 Lj. Unter der Katalognummer VCC 921 ist sie als Mitglied des Virgo-Galaxienhaufens aufgeführt. 

Im selben Himmelsareal befindet sich u. a. die Galaxie NGC 4457.
Das Objekt wurde am 23. Februar 1784 vom deutsch-britischen Astronomen Wilhelm Herschel entdeckt.